# Beautiful (canção de Snoop Dogg)
Beautiful é uma canção do rapper estadunidense Snoop Dogg, lançada como single para o seu sexto álbum de estúdio Paid Tha Cost To Be Da Bo$$. A canção foi produzida pela dupla The Neptunes, e conta com a participação de Uncle Charlie Wilson e Pharrell Williams. O vídeo da música foi filmado no Rio de Janeiro, Brasil.
Em entrevista, Pharrell fala que ouvir a voz do personagem Mickey Mouse o inspirou a fazer o refrão do single.

## Vídeo e música
O vídeo foi dirigido por Chris Robinson da Partizan Entertainment e produzido por Renata Chuquer. Com o lançamento do vídeo a canção alcançou o sexto lugar na tabela da Billboard Hot 100 logo na estreia. O vídeo foi gravado na cidade do Rio de Janeiro, entre os pontos famosos da cidade que são apresentados no vídeo estão a Escadaria Selarón que fica no bairro da Lapa, o Parque Lage no Jardim Botânico e a Praia do Leme.

## Faixas e formatos
- CD single[3]

1. "Beautiful" (Radio Edit) (featuring Pharrell) — 4:04
2. "Beautiful" (Instrumental) — 4:21
3. "Ballin'" (Clean Version) (featuring The Dramatics, Lil' Half Dead) — 5:19
4. "Beautiful" (Vídeo) (Directed By Chris Robinson) — 5:27

## Desempenho nas paradas

### Gráficos semanais
| Paradas (2003)                                 | Melhor posição |
| ---------------------------------------------- | -------------- |
| O campo songid é OBRIGATÓRIO PARA PARADA ALEMÃ | 27             |
| Austrália (ARIA)                               | 4              |
| Áustria (Ö3 Austria Top 75)                    | 4              |
| Dinamarca (Hitlisten)                          | 1              |
| Estados Unidos (Billboard Hot 100)             | 6              |
| Estados Unidos (Billboard R&B/Hip-Hop Songs)   | 3              |
| Estados Unidos (Billboard Hot Rap Songs)       | 2              |
| Estados Unidos (Billboard Mainstream Top 40)   | 24             |
| Estados Unidos (Billboard R&B/Hip-Hop Airplay) | 3              |
| Estados Unidos (Billboard Radio Songs)         | 6              |
| Estados Unidos (Billboard Rhythmic)            | 6              |
| França (SNEP)                                  | 39             |
| Irlanda (IRMA)                                 | 1              |
| Itália (FIMI)                                  | 1              |
| Nova Zelândia (Recorded Music NZ)              | 4              |
| Países Baixos (Single Top 100)                 | 1              |
| Reino Unido (UK Singles Chart)                 | 23             |
| Reino Unido (OCC UK R&B)                       | 8              |
| Suíça (Schweizer Hitparade)                    | 1              |

### Gráficos anuais
| Paradas (2003)                                   | Melhor posição |
| ------------------------------------------------ | -------------- |
| Estados Unidos (Billboard Hot 100)               | 42             |
| Estados Unidos (Billboard Hot R&B/Hip-Hop Songs) | 15             |

## Certificações
| País                  | Certificação |
| --------------------- | ------------ |
| Austrália (ARIA)      | Ouro         |
| Nova Zelândia (RIANZ) | Platina      |

## Prêmios
| Ano  | Cerimonia     | Indicação                           | Resultado | Ref.   |
| ---- | ------------- | ----------------------------------- | --------- | ------ |
| 2004 | Grammy Awards | Produtor do Ano, Não-clássico       | Venceu    | [ 27 ] |
| 2004 | Grammy Awards | Melhor canção de rap                | Indicado  | [ 28 ] |
| 2004 | Grammy Awards | Melhor canção de rap/em colaboração | Indicado  | [ 29 ] |

Outros prêmios
Nomeado para:
- 2004 MVPA Video Awards

Best Hip-Hop Video
- 2003 MTV Video Music Awards

Best Hip-Hop Video
- 2003 Vibe Awards

Reelest Video
Hottest Hook
Coolest Collaboration